# Ciro Ippolito
Ciro Ippolito (Nápoles, Italia, 27 de enero de 1947 -) es un director y productor de cine italiano. Algunas de sus películas fueron dobladas al español, es decir: La veneciana (La venexiana, 1986), El séptimo sello de la pirámide (The Seventh Scroll, 1999) y su última película, Vainilla y chocolate (Vaniglia e cioccolato, 2004).

## Biografía
Hijo de un empresario teatral italiano, Ciro Ippolito empieza su carrera cinematográfica desde su infancia siendo actor en el film Classe di ferro (1957) de Turi Vasile.
En el 1972 participa en el film Agostino d'Ippona de Roberto Rossellini con quien colabora como asistente de dirección. A mitad de la década de 1960 produce dos espectáculos teatrales de Leopoldo Mastelloni (Le compagnie y Brechtomania). Siempre durante la década de 1960 participa en numerosos filmes (I misteri di Napoli, Vieni amore mio, La novicia musulmana (Flavia la monaca musulmana), Noches pecaminosas de una menor (La fine dell'innocenza), La Badessa di Castro) como actor o guionista.
Su primera obra como director de cine se remonta a 1979 con el film Alien 2 sulla terra en el cual tiene el seudónimo Sam Cromwell. Sus mayores éxitos de esta época son Lacrime napolitane (Festival de Berlín, 1980), Pronto... Lucia (1982) y Zampognaro innamorato (1983).
Arrapaho, un film sobre la etnia amerindia arapaho, ha sido un éxito inmediato de la cinematografía italiana. El film fue rodado en quince días, costó 135 millones de liras italianas, y recaudó cinco mil millones.
Ippolito continuó su actividad de productor cinematográfico con La veneciana (La venexiana, 1986) del director Mauro Bolognini y su actividad televisiva con obras como La romana de Giuseppe Patroni Griffi, Gli indifferenti, serie de televisión de Bolognini, Disperatamente Giulia de Enrico Maria Salerno, Donna d'onore de Stuart Margolin, El séptimo sello de la pirámide (Il settimo papiro) de Kevin Condor y Il terzo segreto di Fatima de Alfredo Peyretti.
En la década de 1990 es productor para Lina Wertmüller en Io speriamo che me la cavo y Ninfa Plebea, y para Maurizio Nichetti en Palla di neve.
La última película de Ciro Ippolito ha sido Vainilla y chocolate (Vaniglia e cioccolato, 2004), que adapta la novela homónima de Sveva Casati Modigliani y ha tenido un éxito discreto.
En 2010 Ippolito publicó el libro Un Napoletano a Hollywood.

## Filmografía

### Director
- Strangers, (1974) (con el seudónimo de George Spelvin)
- Alien 2 sulla Terra, (1980) (con el seudónimo Sam Cromwell)
- Lacrime napoletane, (1981)
- Pronto... Lucia, (1982)
- Zampognaro innamorato, (1983)
- Arrapaho, (1984)
- Uccelli d'Italia, (1984)
- Vainilla y chocolate (Vaniglia e cioccolato), (2004)

### Guionista
- L'Ultimo guappo, (1978)
- Napoli serenata calibro 9, (1978)
- Il mammasantissima, (1978)
- Lo Scugnizzo, (1979)
- Napoli... la camorra sfida e la città risponde, (1979)
- I contrabbandieri di Santa Lucia, (1979)
- Alien 2 sulla Terra, (1980) (con el seudónimo Sam Cromwell)
- Lacrime napulitane, (1981)
- Zampognaro innamorato, (1983)
- Arrapaho, (1984)
- Palla di neve, (1995)
- El séptimo sello de la pirámide (Il settimo papiro / The Seventh Scroll), (1999) (Serie de televisión)
- Vainilla y chocolate (Vaniglia e cioccolato), (2004)

### Productor
- Onore e guapperia, (1977)
- Napoli serenata calibro 9, (1978)
- Il mammasantissima, (1978)
- Lo Scugnizzo, (1979)
- Napoli... la camorra sfida e la città risponde, (1979)
- I contrabbandieri di Santa Lucia, (1979)
- Alien 2 sulla Terra, (1980) (productor ejecutivo con el seudónimo Sam Cromwell)
- Lacrime napulitane, (1981)
- Zampognaro innamorato, (1983)
- Uccelli d'Italia, (1984)
- Arrapaho, (1984)
- La veneciana (La venexiana), (1986)
- Gli indifferenti, (1988) (Serie de televisión)
- Disperatamente Giulia, (1989) (Serie de televisión)
- Donna d'onore, (1991)
- Io speriamo che me la cavo, (1992)
- Palla di neve, (1995)
- Ninfa plebea, (1996)
- El séptimo sello de la pirámide (Il settimo papiro / The Seventh Scroll), (1999) (Serie de televisión)
- El tercero secreto de Fátima (Il terzo segreto di Fatima), (2001)
- Vainilla y chocolate (Vaniglia e cioccolato), (2004)

### Actor
- Classe di ferro, (1957)
- Agostino d'Ippona, (1972)
- La Badessa di Castro, (1974)
- La novicia musulmana (Flavia la monaca musulmana), (1974)
- Noches pecaminosas de una menor (La fine dell'innocenza), (1976)
- Napoli... la camorra sfida e la città risponde, (1979)
- Lacrime napulitane, (1979)
- Arrapaho, (1984)

## Libros
- Ciro Ippolito, Un Napoletano a Hollywood, Nápoles: Casa Editrice Tullio Pironti S.r.l., 2010, 180 pp. ISBN 978-88-7937-501-6